# Knappsävsbock
Knappsävsbock (Donacia thalassina) är en skalbaggsart som beskrevs av Ernst Friedrich Germar 1811. Den ingår i släktet rörbockar och familjen bladbaggar.
Knappsävsbocken är en avlång, liten skalbagge med en kroppslängd mellan 6,5 och 8,5 mm. Kroppen är enfärgat purpurfärgat, grönt, gulbrunt eller rödbrunt metallglänsande; även antenner och ben har metallglans utan skiftningar. Glansen märks emellertid inte så mycket på halsskölden, då den är kraftigt punkterad. Huvudet är behårat, och på bakkroppens främre mittfog, där täckvingarna går ihop i den så kallade sömmen, går täckvingarna upp i en ås. Låren på det bakersta benparet har en tydlig tagg.

## Utbredning
Utbredningsområdet omfattar Brittiska öarna österut över norra och mellersta Europa (inklusive Norden och Baltikum) till östra Sibirien och Mongoliet. I Sverige finns arten i hela landet utom fjälltrakterna och nordöstra Norrland, medan den i Finland finns i nästan hela landet, inklusive Åland, utom längst i norr (ungefärlig nordgräns går vid mellersta Lappland).
Arten är klassificerad som livskraftig både i Sverige och Finland.

## Ekologi
Arten förekommer både i sötvatten som sjöar och mindre vattensamlingar samt i brackvatten nära kusten. De vuxna skalbaggarna förekommer på knappsäv, starrarter och andra standväxter, där de äter pollen och, senare under säsongen blad. De är  främst aktiva under maj till juli. Larverna utvecklas under vatten på rötterna av knappsäv och andra småsävsarter, företrädesvis på grunt vatten med fast botten, som alvargölar och långrunda sandstränder. Arten har en treårig livscykel; den första övervintringen sker som larv mellan den första och den andra hudömsningen, den andra återigen som larv efter den fjärde hudömsningen, och den sista  som puppa eller fullbildad skalbagge, liggande kvar i kokongen.